# Flughafen Colmar

i7
i11
i13
Der Flughafen Colmar (französisch Aéroport de Colmar – Houssen) ist ein Regionalflughafen in Colmar in Frankreich. Er wird von der „Société de l'Aéroport de Colmar SAS – ADC“ betrieben und gehört der Stadt Colmar.

## Geographische Lage
Der Flughafen liegt drei Kilometer nördlich der Stadt Colmar.
Mit dem Pkw ist er unter anderem über die A35 (E25) und D28 „Route de Strasbourg“ zu erreichen.

## Flughafenmerkmale
Der Tower (TWR) sendet und empfängt auf der Frequenz 119,0 MHz.
Die Start- und Landebahn 01/19 verfügt über ein Instrumentenlandesystem (ILS).
Die Ortsmissweisung beträgt 1°E (Stand: 2011).

## Zwischenfälle
Laut ASN sind keine Unfälle in der Nähe des Flughafens bekannt.